# فرانك لوكاس (بارون مخدرات)
فرانك لوكاس (بالإنجليزية: Frank Lucas) هو بارون مخدرات أمريكي، ولد في 9 سبتمبر 1930 في لا غرانغ في الولايات المتحدة، وتوفي في 30 مايو 2019 في نيوجيرسي في الولايات المتحدة.

## حياته
كان زعيم الجريمة المنظمة كما اعتبرت عصابته «الأبرع» في تهريب المخدرات إلى داخل أمريكا بطرق غير مسبوقة وترويجها في الشوارع دون وسيط، وتمكن من بناء ثروة طائلة من المال والعقارات، وقبض عليه وسجن لكنه خرج بعد الاتفاق مع أجهزة الأمن.
وتمكن خلال سيرته في عالم الجريمة والمخدرات من التقرب من النخبة في عالم السياسة والترفيه في أمريكا. واستطاع أن يخترق أجهزة المافيا الإيطالية المتمركزة في ولاية نيويورك، والتي كان سوقها نشطاً في المخدرات والجريمة، وتمكن من كسر احتكارها منطلقاً من منطقة هارلم الشهيرة في الولاية ومن ثم خارجها.
وتميز عمل لوكاس بأنه لم يعتمد على الوسطاء في عمله، بل كان يستورد المخدرات من المصنعين في دول شرق آسيا عموماً وتايلاند على وجه الخصوص، ويدخلها تهريباً إلى السوق الأمريكية ويوزعها في الشارع، أي كانت عصابته تعمل على مختلف المستويات في الشراء والتهريب والتوزيع.
توصل لوكاس إلى حيازة علامة تجارية محددة للهيروين تسمى «السحر الأزرق»، وكان يدّعي بأن منتجه الأفضل جودة بين معظم ماركات الهيروين الأخرى التي كانت تباع في الشوارع خلال فترات رواج عمله وذروة نشاطه في ستينيات وسبعينيات القرن الماضي.
واستغل لوكاس حرب فيتنام لتوطيد صلاته مع تجار المخدرات والمصنعين في دول جنوب شرق آسيا وتنشيط أعمال التهريب بحنكة ودهاء. ويقال إن بيع «السحر الأزرق» - الذي كان يُعرف بأنه أنقى هيروين في الشارع – درّ عليه مليون دولار يومياً في فترة نشاطه. وبذلك أصبح أحد أقوى أمراء الجريمة في عصره.
ويقول عنه موقع crime museum إن قيمة أعمال تهريب المخدرات التي اضطلعت بها عصابته في هارلم قدرت بمليار دولار، خصوصاً في سبعينيات القرن الماضي.
وأشار إلى أن لوكاس عاش حياة باذخة نتيجة أرباحه من المخدرات، وبيعها لعدد لا يحصى من الناس ونشر الإدمان في جميع أنحاء هارلم وغيرها. وامتلك بعض الأحياء التي ترتكز فيها عمليات مبيعات المخدرات، وكانت إدارة عصابته تعتمد على العائلة.
وحين ألقي القبض عليه في منتصف السبعينيات، وضع القضاء يده على جميع أصول لوكاس، وكان يملك عقارات في شيكاغو، وديترويت، ميامي، نورث كارولينا وهي مسقط رأسه، وبورتوريكو.
وفي إحدى المقابلات التي أجريت مع لوكاس وتداولتها الصحافة قال: «أخذوا كل شيء، أخبرني المحامي أنهم لا يستطيعون الحصول على المال الموجود في الحسابات الخارجية، وكانت كل أموالي مخزنة في جزر كايمان»، وهي جزر في البحر الكاريبي خاضعة للحكم البريطاني وتعتبر من الملاذات الضريبة في العالم.
تباهى لوكاس بأنه هرب المخدرات بتوابيت الجنود الأمريكيين القتلى، وأشاد بحنكة من كان يخفي المخدرات في تلك التوابيت في منصات تحت الجنود. وقال إن نحو ثمانية كيلوغرامات كانت توضع في كل تابوت، وكان الاختيار دقيقاً لأن أوزان المخدرات كان يجب أن تتوافق مع أوزان الجنود حتى لا يكشف الأمر.
وفي مقابلة معه نشرت في عام 2000، نفى لوكاس وضع المخدرات بين جثث الجنود الأمريكيين، وقال إن نجاراً من كارولينا الشمالية سافر إلى بانكوك لتنفيذ تلك العملية، وقال: «فعلنا ذلك (...) من بحق الجحيم سيبحث في نعش جندي ميت؟ جعلناه يصنع 28 نسخة من التوابيت الحكومية (...) إلا أننا قمنا بتثبيتها بقيعان زائفة، كبيرة بما يكفي لتحميلها بستة وربما ثمانية كيلوغرامات. كان يجب أن يكون دافئاً. كان آيك (شريكه ليزلي آيك أتكينسون) ذكياً للغاية، لأنه حرص على استخدام نعوش الرجال الثقيلين. لم يضعها في تابوت أي رجل نحيف».
كان لوكاس يثق بأفراد عائلته وأقاربه وأصدقائه المقربين من ولاية كارولينا الشمالية في تعاملاته مع عمليات الهيروين المختلفة، وكان يظن أن تعرضه للسرقة أو الخيانة من المقربين أقل احتمالاً، خصوصاً أن إغراءات الرذيلة واسعة إلى أقصى الحدود.
بعد إلقاء القبض عليه عام 1975، قال القاضي الفيدرالي ستيرلنغ جونسون، المدعي الخاص المعني بالمخدرات في نيويورك وقت ارتكاب جرائم لوكاس، إن «لوكاس يدير واحدة من أكثر عصابات تهريب المخدرات الدولية شيوعاً على الإطلاق، وهو مبدع حصل على صلاته الخاصة خارج الولايات المتحدة ثم باعها في الداخل بنفسه في الشارع».
وحكم على لوكاس بالسجن مدة سبعين عاماً، في إحدى عمليات التهريب، ثم أطلق سراحه بعد خمس سنوات من الاحتجاز، وبعد ذلك أصبح مخبراً وساعد في تطبيق القانون باستهداف مجرمين آخرين رفيعي المستوى في مجال تجارة المخدرات. بعد هذا الإفراج الأول، عاد إلى السجن مدة سبع سنوات بتهمة المخدرات، ثم أطلق سراحه في عام 1991.
أنتجت هوليوود فيلماً بعنوان American Gangster عن حياة ملك المخدرات عام 2007، ومثّل دينزل واشنطن شخصية فرانك لوكاس وصعوده إلى أعلى المستويات في العالم الإجرامي.

## وصلات خارجية
- فرانك لوكاس على موقع IMDb (الإنجليزية)
- فرانك لوكاس على موقع إن إن دي بي (الإنجليزية)

لا توجد روابط لمواقع التواصل الاجتماعي.